# 墨爾本板球場
墨爾本板球場（英語：Melbourne Cricket Ground，縮寫：MCG），是1956年墨爾本奧運會的主場館，位於澳大利亞維多利亞州墨爾本奇蒙德布魯頓大道。場館總面積達7.262公頃，長173.6米，寬148.3米，周長為914米，運動場周長則是505米，共有98500個座位，8000個站位和300個殘障座位。此運動場經歷了多次的整修及擴建，而呈現了不同年代的建築技巧與多樣化的面貌。

## 賽事
墨爾本木球場近年來作為澳洲國家足球隊的主場，舉辦過世界杯預選賽，亞洲杯預選賽以及澳洲國家足球隊大賽前的熱身賽等，因為英式足球近年來在澳洲迅速普及，成為一項極受歡迎的運動之一，墨爾本板球場亦連續刷新入場觀眾人數，2009年12月，澳洲總理陸克文表示墨爾本板球場在2010年將取消所有澳式足球的比賽，將場地翻修以便符合澳洲申辦2018年世界盃以及2022年世界盃的競爭籌碼。